# Fat Man
Fat Man var navnet på den atombombe, der blev kastet over Nagasaki, Japan af USA den 9. august 1945. Det var den anden af to atombomber, der nogen sinde er brugt i krig. Den første var Little Boy, som tre dage tidligere var blevet detoneret over Hiroshima. Navnet Fat Man (tyk mand) bruges også som en mere generel betegnelse for designet af USA's tidlige atombomber, der, som illustreret på billede, var ”tykke”.
Atombomben var 2,34 meter lang, 1,52 meter i diameter og vejede 4545 kg. Den var dobbelt så bred som Little Boy, men havde kun 10 % større masse. Bomben havde en sprængkraft på ca. 21 kiloton, hvilket svarer til 88 terajoule. "Fat Man" blev kastet af B-29 Superfortress flyet Bockscar, som blev fløjet af major Charles W. Sweeney. "Fat Man" ramte ca. 1200 meter fra sit mål og detonerede 550 meter over en dal, hvilket resulterede i langt færre dødsfald, end tilfældet ville have været, hvis bomben var detoneret over dens oprindelige mål. Man regner med, at ca. 40,000 mennesker blev dræbt af selve eksplosionen, og at ca. 25,000 blev sårede. Mange tusinder døde senere af deres kvæstelser, og af strålingsrelaterede sygdomme forsaget af det radioaktive nedfald.
Princippet med kanonrøret, som man brugte i "Little boy", kunne ikke bruges med plutonium. I plutonium sker der nemlig meget mere spontan fission end i uran. Derfor kan neutronerne fra den spontane fission risikere at tyvstarte kædereaktionen.
"Fat Man" var derfor en implosionsbombe, der anvendte plutonium som det fissile materiale. Sådanne bomber er bygget op af en kugleformet plutoniumkerne, placeret i en hul sprængstofkugle, således, at der hele vejen rundt om kernen er placeret retningsbestemte sprængladninger. På sprængstofkuglens overflade sidder der en række detonatorer, der detonerer samtidig, hvilket sikrer et ligeligt fordelt tryk på kernen fra alle sider. Princippet er, at man ved hjælp af disse indadvendte eksplosioner øger trykket på plutoniumkernen, og derved dens densitet, så meget, at den når over den kritiske massetæthed hvorved fissionsprocessen starter. I midten af plutoniumkernen sidder en neutroninitiator, der sikrer at fissionen ’sparkes’ ordentligt i gang på det rette tidspunkt. Den er helt essentiel for en ordentlig detonation.
På Manhattan-projektet havde man først arbejdet med “pistol-modellen”, der går ud på at skyde en kerne af enten plutonium (ikke brugt i praksis) eller uran ind i en anden kerne, hvorved de bliver til én. De to kerner er hver især under den kritiske masse, men er tilsammen et godt stykke over. Det plutonium man kunne fremstille i atomreaktoren ved Hanford, var dog ikke af høj nok kvalitet. Selv om plutoniumet kun indeholdt 0,9% af isotopen Pu-240, var det ikke rent nok. Pu-240-isotopen ville gøre plutoniumet for ustabilt, med en for høj grad af spontan neutronemission, og dette kunne få atombomben til at detonere for tidligt. Pu-240 har en rate af spontane fissioner på 415,000 fissioner i sekundet/kg (mod 10 for Pu-239). Plutoniumkernen vejede 6,2 kg, hvilket betød, at kernen indeholdt 52g Pu-240. Dette udløser 23.000 spontane fissioner i sekundet. Det ville simpelthen tage for langt tid at forbinde de to kerner: Fissionsprocessen ville begynde før kernerne ville kunne nå at blive forenet, og den optimale fission finde sted. Når fissionen begynder før, vil materialet blive ekstremt varmt og udvide sig hurtigt, og derved aldrig nå at blive superkritisk. Den optimale fission finder altså ikke sted, da kun en lille del af materialet fissionerer. Plutoniumkernen ville være nødt til at tilbagelægge de sidste centimeter på under 40 mikrosekunder.
Det er dog teoretisk muligt at lave en “pistol-bombe” med plutonium, men det ville kræve en 6 meter lang bombe, en sådan bombe ville blive for stor til en B-29 Superfortress bombefly.
Pistol-metoden kan dog godt virke med uran (U-235), og Little Boy var netop en sådan bombe. Men af en række forskellige grunde er en implosionsbombe langt mere effektiv og sikker. Det kræver dog en perfekt synkronisering af sprængningerne at få en sådan implosionsbombe til at springe ordentligt, men det reducerer risikoen for en utilsigtet detonation.